# Пуджелли, Ламберто
Ламбе́рто Пудже́лли (итал. Lamberto Puggelli, 1938, Милан — 11 августа 2013, Трекастаньи) — итальянский театральный деятель, оперный режиссёр.

## Биография
Родился в Милане. В 1958 году закончил Accademia dei filodrammatici в Милане. Режиссёрскую карьеру начал в начале 60-х годов в качестве режиссёра Фестиваля двух миров в Сполето. С конца 60-х ставил спектакли в Италии и за рубежом.
В 70-х работал в миланском театре Пикколо, сперва в качестве ассистента Джорджо Стрелера, затем поставил несколько спектаклей, среди них «Скупой» и «Проделки Скапена» Мольера, «Сиддхартха» Гессе.

## Оперные постановки
Дебют Ламберто Пуджелли в оперной режиссуре состоялся в венецианском театре Ла Фениче, где он поставил «Царя Эдипа» Стравинского и «Колокольчик» Доницетти. Первой постановкой Пуджелли в театре Ла Скала стала опера Дж. Пуччини «Турандот» (1966). В репертуаре Ла Скала — оперы «Аттила» и «Сила судьбы» Дж. Верди, «Осуждение Лукулла» П. Дессау, «Андре Шенье» и «Федора» У. Джордано и другие в постановке Пуджелли. Режиссёр работал с ведущими дирижёрами, такими как Рикардо Шайи, Бруно Кампанелла, Джузеппе Патане, Джанандреа Гавадзени. В 2002 Пуджелли поставил оперу Ф. Чилеа «Адриана Лекуврёр» в Большом театре. В сезоне 2008—2009 Ламберто Пуджелли ставил «Фаворитку» в Бергамо, «Корсара» в Буссето, «Богему» в Салерно, «Луизу Миллер» в Валенсии, «Медею» в Катании, «Ломбардцев» в Парме.
Многие годы Пуджелли сотрудничал с театром Стабиле в Катании, в 2007 году стал его художественным руководителем. За годы творческой деятельности Пуджелли поставил более трёхсот драматических и оперных спектаклей. Его постановки шли на ведущих оперных сценах Италии (Турин, Болонья, Флоренция, Рим, Неаполь, Палермо, Триест) и мира (Лондон, Гамбург, Чикаго, Москва, Барселона, Цюрих, Вашингтон, Рио-де-Жанейро, Токио). Ламберто Пуджели был единственным театральным режиссёром, удостоенным премии Ассоциации итальянских театральных писателей (Associazione degli Scrittori Italiani di Teatro).